# Килькон
Килькон — река в России, протекает по Муезерскому району Карелии.
Впадает в озеро Лексозеро севернее устья Пенинги. Длина реки составляет 11 км, площадь водосборного бассейна — 43,7 км².

## Данные водного реестра
По данным государственного водного реестра России относится к Балтийскому бассейновому округу, водохозяйственный участок реки — Реки Карелии бассейна Балтийского моря на границе РФ с Финляндией, включая оз. Лексозеро. Относится к речному бассейну реки Реки Карелии бассейна Балтийского моря.
Код объекта в государственном водном реестре — 01050000112102000010150.